# Ракета (остров)
Раке́та — остров архипелага Северная Земля. Административно относится к Таймырскому Долгано-Ненецкому району Красноярского края.

## Расположение
Находится в Карском море в самом центре островов Демьяна Бедного на расстоянии 8,2 километра к северо-западу от острова Комсомолец. В 1,7 километрах к северо-западу от острова Ракета лежит остров Утёнок, в 1,4 километрах к востоку — остров Главный.

## Описание
Имеет вытянутую с юга на север форму длиной 1,2 километра и шириной около 450 метров. Именно из-за вытянутой узкой формы остров получил своё имя. Бо́льшую часть острова занимает невысокая скала. Рек и озёр нет. К северу от острова — небольшая отмель.

## Топографические карты
- Лист карты U-46-XXVIII,XXIX,XXX м. Молотова (Северная Земля). Масштаб: 1 : 200 000. Состояние местности на 1956 год.